# José Rafael Gascón Del Nogal
Pour les articles homonymes, voir Gascon (homonymie).
José Rafael Gascon Del Nogal est un joueur d'échecs vénézuélien né le 23 mai 1995. En 2008, champion du Venezuela en 2015 et grand maître international depuis 2018.
Au 1er décembre 2023, il est le numéro un vénézuélien avec un classement Elo de 2 475 points.

## Biographie et carrière
José Rafael Gascon Del Nogal est né le 23 mai 1995. Il gagne le tournoi GP SNV de Caracas en décembre 2014 avec 7 points sur 10 et remporte le championnat national vénézuelien 2014 (disputé en mars 2015),.
Il représente le Venezuela lors de l'Olympiade d'échecs de 2016 avec une marque de 7.5/11 au deuxième échiquier.
En décembre 2017, il finit deuxième ex æquo (cinquième  au départage) du très fort open Sunway de Sitges avec 7 points sur 10.
En 2018, il est le deuxième joueur vénézuelien à obtenir le titre de grand maître international,
En février 2019, Gascón remporte l'open de Rochefort.